# 国鉄40形蒸気機関車
40形は、かつて日本国有鉄道の前身である鉄道省に在籍したタンク式蒸気機関車である。

## 概要
本形式は、大湯鉄道（現在の久大本線の一部）の1, 2で、1922年（大正11年）12月1日付けで同鉄道が国有化されたことにより、国有鉄道籍を得たものである。国有化に際して、40形（40, 41）と改番された。さらに遡れば、佐野鉄道が開業用にドイツのクラウス社で製造したい形（1, 2, 4）のうちの2両で、1, 2が1893年（明治23年）製の製造番号2875, 2876、4が1911年（明治44年）製の製造番号6427である。
これらは、1912年（明治45年）の佐野鉄道が東武鉄道に合併されたことにより、同社に籍を移したが、そのまま元の形式番号を称し続けた（二車現存の状態であった）。1915年（大正4年）に1, 4は大湯鉄道に譲渡されることになったが、1がその直前の1月10日に事故で損傷したため、2を代わりに譲渡することになり、2は1と番号を振り替えた。そのため、大湯鉄道1の製造番号は2876ということになる。4は、譲渡後2と付番された。一方、東武鉄道に残った製造番号2875は、1916年に廃車となり、埼玉県に譲渡されて、入間川の砂利採取線で使用されたという。僚車のろ形3も同年廃車され、北海道炭礦汽船に譲渡されている。
この機関車は、まともな写真も形式図もなく、製造者もコッペルと誤り伝えられるなどファンにとって幻の機関車であった。その原因としては、大湯鉄道がオーレンシュタイン・ウント・コッペルに機関車を発注していたが、第一次世界大戦のために入手できなかったこと。同鉄道買収の際、鉄道省に引き継がれた各種書類が1923年（大正12年）9月の関東大震災により焼失してしまったことが大きい。なお、大湯鉄道時代の1の特徴として、佐野鉄道時代からの大きな前照灯が付いていた。
本形式は2気筒単式の飽和式機関車で、車軸配置は0-4-0(B)のウェルタンク式である。全長5mあまり、ホイールベース1100mm、動輪直径は685mmの軽便鉄道並みの小型機関車で、1909年（明治42年）の鉄道院称号規程制定により最小の1形を与えられた機関車よりも小型である。軌間1,067mmの機関車であるが軌間762mmの伊予鉄道甲1形や上野鉄道4と形態がよく似ている。ただし、後部オーバーハングは100mm長くなっていた。
国有化後は大湯線で使用されたが、40は長州鉄道に貸し出された後、両車とも1926年（大正15年）5月に廃車解体された。

## 主要諸元
- 全長 : 5,029mm
- 全高 : 2,875mm
- 軌間 : 1,067mm
- 車軸配置 : 0-4-0(B)
- 動輪直径 : 685mm
- 弁装置 : スチーブンソン式ハウ型
- シリンダー（直径×行程） : 180mm×300mm
- ボイラー圧力 : 12.7kg/cm2
- 火格子面積 : 0.38m2
- 全伝熱面積 : 15.1m2
  - 煙管蒸発伝熱面積 : 12.7m2
  - 火室蒸発伝熱面積 : 2.4m2
- 小煙管（直径×長サ×数） : 44mm×2,200mm×45本
- 機関車運転整備重量 : 8.62t
- 機関車動輪上重量（運転整備時） : 8.62t
- 機関車動輪軸重（各軸均等） : 4.32t
- 水タンク容量 : 1.08m3
- 燃料積載量 : 0.47t
- 機関車性能
  - シリンダ引張力 （0.85P）: 1,500kg
- ブレーキ装置 : 手ブレーキ